# Woleai

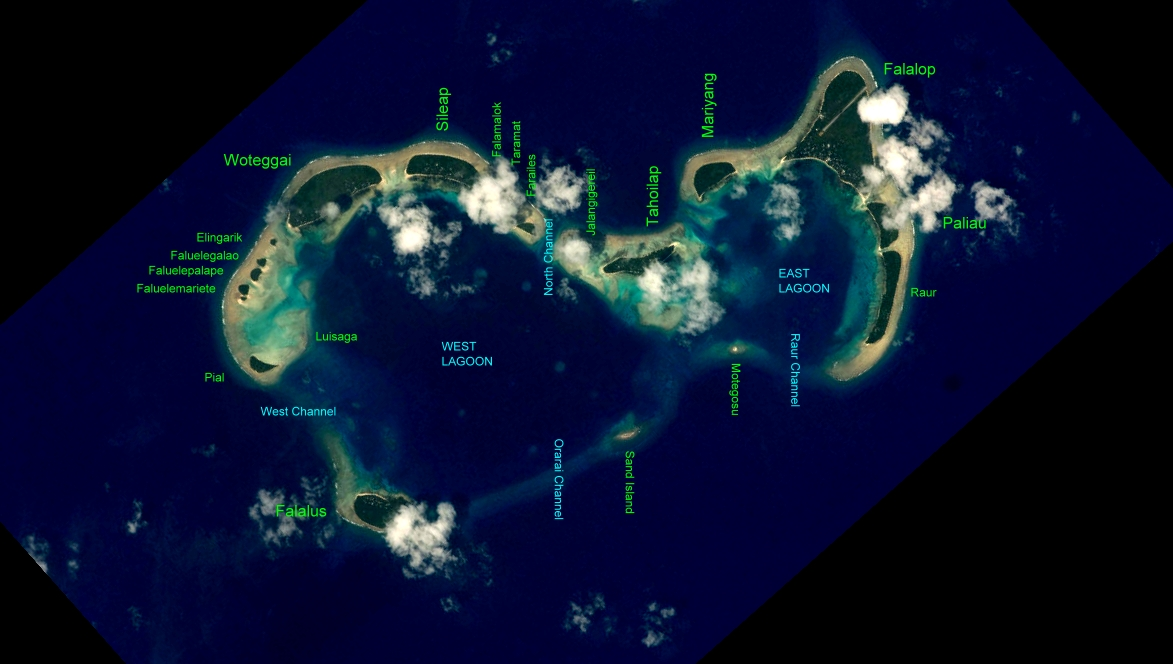
Foto van Woleai, gemaakt door NASA

Woleai, voorheen Falalap, is een gemeente en eilandengroep bestaande uit 22 koraalatollen behorend tot de Micronesische deelstaat Yap.

## Demografie
Op Woleai wonen 1.081 mensen (census 2000). Het eiland heeft een totale oppervlakte van 4.5 km² en het hoogste punt steekt 2 meter boven de zeespiegel uit.